# Fabio Cudicini
Fabio Cudicini (ur. 20 października 1935 w Trieście, zm. 8 stycznia 2025 w Rzymie) – włoski piłkarz grający na pozycji bramkarza. Nosił przydomek „Ragno Nero” („Czarny Pająk”). Jego syn Carlo również był piłkarzem.

## Życiorys
Cudicini urodził się w Trieście. Karierę piłkarską rozpoczął w małym klubie Ponziana Calcio, a w 1955 roku trafił do drugoligowego Udinese Calcio. Jako rezerwowy golkiper w rok awansował z nim do Serie A, a w ekstraklasie włoskiej swój premierowy mecz zaliczył 2 grudnia 1956. Udinese wygrało 2:0 z US Palermo. Przez dwa sezony nie był jednak pierwszym bramkarzem i w 1958 roku przeniósł się do AS Roma. Przez pierwsze dwa lata był rezerwowym dla Luciana Panettiego i ostatecznie miejsce w pierwszym składzie wywalczył sobie w sezonie 1960/1961. Z Romą dotarł do finału Pucharu Miast Targowych, a w nim swoją postawą przyczynił się do jego zdobycia (2:2 i 2:0 z Birmingham City). W kolejnych sezonach miał już pewne miejsce w jedenastce. W 1963 roku dotarł do półfinału PMT, a w 1964 roku zdobył Puchar Włoch, pierwszy w historii klubu (w finałowym spotkaniu z Torino Calcio nie puścił gola). Sezon 1965/1966 był ostatnim dla Fabio w barwach Romy. Przez 8 lat rozegrał dla „giallo-rossich” 166 spotkań.
W 1966 roku Cudicini przeszedł do Brescii Calcio, ale już rok później podpisał kontrakt z A.C. Milan. W Milanie osiągnął największe sukcesy w karierze. W 1968 roku, czyli w pierwszym swoim sezonie, wywalczył mistrzostwo Włoch. Zdobył także Puchar Zdobywców Pucharów, dzięki wygraniu 2:0 finałowego meczu z Hamburger SV. W 1969 roku wystąpił z Milanem w finale Pucharu Mistrzów, a „rosso-neri” rozgromili w nim holenderski AFC Ajax 4:1. W tym samym roku sięgnął też po Puchar Interkontynentalny (wystąpił w obu spotkaniach z Estudiantes La Plata, wygranym 3:0 i przegranym 1:2). Ostatni sezon w karierze Fabio to sezon 1971/1972, w którym wywalczył ostatnie swoje trofeum – Puchar Włoch. Po tym sukcesie zakończył piłkarską karierę w wieku 37 lat.
Cudicini nigdy nie grał w reprezentacji Włoch, pomimo że w swoim czasie był uważany za jednego z czołowych bramkarzy w kraju. W kadrze narodowej grali wtedy Dino Zoff, Lorenzo Buffon i Enrico Albertosi.
| Sezon   | Klub           | Kraj   | Rozgrywki         | Mecze | Bramki |
| ------- | -------------- | ------ | ----------------- | ----- | ------ |
| 1955/56 | Udinese Calcio | Włochy | Serie B           | 2     | 0      |
| 1956/57 | Udinese Calcio | Włochy | Serie A           | 13    | 0      |
| 1957/58 | Udinese Calcio | Włochy | Serie A           | 15    | 0      |
| 1958/59 | AS Roma        | Włochy | Serie A           | 3     | 0      |
| 1959/60 | AS Roma        | Włochy | Serie A           | 4     | 0      |
| 1960/61 | AS Roma        | Włochy | Serie A           | 26    | 0      |
| 1961/62 | AS Roma        | Włochy | Serie A           | 30    | 0      |
| 1962/63 | AS Roma        | Włochy | Serie A           | 28    | 0      |
| 1963/64 | AS Roma        | Włochy | Serie A           | 23    | 0      |
| 1964/65 | AS Roma        | Włochy | Serie A           | 23    | 0      |
| 1965/66 | AS Roma        | Włochy | Serie A           | 29    | 0      |
| 1966/67 | Brescia Calcio | Włochy | Serie A           | 18    | 0      |
| 1967/68 | A.C. Milan     | Włochy | Serie A           | 18    | 0      |
| 1968/69 | A.C. Milan     | Włochy | Serie A           | 29    | 0      |
| 1969/70 | A.C. Milan     | Włochy | Serie A           | 27    | 0      |
| 1970/71 | A.C. Milan     | Włochy | Serie A           | 23    | 0      |
| 1971/72 | A.C. Milan     | Włochy | Serie A           | 30    | 0      |
|         |                |        | Łącznie w Serie A | 339   | 0      |